# David Crawshay
David Crawshay (ur. 11 sierpnia 1979 r. w Carlton) – australijski wioślarz, złoty medalista w wioślarskiej dwójce podwójnej wraz z Scottem Brennanem podczas Letnich Igrzysk Olimpijskich w Pekinie.

## Osiągnięcia
- Igrzyska Olimpijskie – Ateny 2004 – czwórka podwójna – 7. miejsce[1].
- Mistrzostwa Świata – Monachium 2007 – dwójka podwójna – 8. miejsce[1].
- Igrzyska Olimpijskie – Pekin 2008 – dwójka podwójna – 1. miejsce[1].
- Mistrzostwa Świata – Poznań 2009 – czwórka podwójna – 2. miejsce[2].